# 헤센 방백 필립 1세
헤센 방백 필립 1세(Philip I, Landgrave of Hesse, 1504년 11월 13일 ~ 1567년 3월 31일)는 der Großmütige(직역: '관대공')라는 별칭으로 불렸던 독일 귀족이자 종교 개혁의 옹호자로서, 독일 초기 개신교 통치자들 중 가장 중요한 인물 중 한 명으로 평가받는다. 그는 카첼렌보겐 계승 전쟁의 주요 참전 인 중 하나였다.

## 생애

### 초기 생애와 개신교 수용
필립은 헤센 방백 빌헬름 2세와 그의 두 번째 아내인 메클렌부르크슈베린의 안나의 아들이었다. 필립이 다섯 살 때 그의 아버지가 사망했고, 1514년에는 그의 어머니가 헤센주의 유럽 신분제들과 일련의 갈등을 겪은 후 그의 섭정이 되었다. 그러나 권위에 대한 갈등은 계속되었다. 이를 종식시키기 위해 필립은 1518년에 성년으로 선포되었고, 실제 권력 승계는 다음 해에 시작되었다. 신분제의 권력은 그의 어머니에 의해 무력화되었지만, 그는 그녀에게 다른 것은 거의 빚지지 않았다. 그의 교육은 매우 불완전했고, 그의 도덕적, 종교적 훈련은 소홀히 되었다. 이 모든 것에도 불구하고, 그는 정치가로서 빠르게 발전했고, 곧 통치자로서 자신의 개인적 권위를 높이기 위한 조치를 취하기 시작했다.
헤센의 필립과 마르틴 루터의 첫 만남은 1521년 17세의 나이로 보름스 의회에서 이루어졌다. 그곳에서 그는 루터의 인격에 매료되었지만, 처음에는 모임의 종교적 요소에 거의 관심이 없었다. 필립은 1524년 신학자 필리프 멜란히톤과의 개인적인 만남 후에 개신교를 수용했다. 그 후 그는 프랑켄하우젠 전투에서 토마스 뮌처를 물리침으로써 독일 농민전쟁을 진압하는 데 일조했다.
필립은 1525년에 작센 공작 게오르크의 반루터 동맹에 끌려 들어가는 것을 거부했다. 1526년 2월 27일 고타 (독일)에서 작센 선제후 요한과 맺은 동맹을 통해 그는 이미 모든 개신교 제후들과 세력들의 보호 동맹을 조직하기 위한 조치를 취하고 있음을 보여주었다. 동시에 그는 자신의 종교 정책과 정치적 동기를 결합했다. 일찍이 1526년 봄, 그는 가톨릭 대공 페르디난트 1세 (신성 로마 황제)가 신성 로마 황제로 선출되는 것을 막으려 했다. 같은 해의 제1차 슈파이어 제국회의에서 필립은 개신교 대의를 공개적으로 옹호하여, 제국회의가 진행되는 동안 개신교 설교자들이 그들의 견해를 전파할 수 있도록 했고, 그의 추종자들처럼 일반적인 로마 가톨릭 교회의 관습을 공개적으로 무시했다.

### 종교 개혁 도입
헤센에는 개신교에 대한 강력한 대중 운동이 없었음에도 불구하고, 필립은 그곳의 교회를 개신교 원칙에 따라 조직하기로 결정했다. 그는 그의 재상인 인문주의자 요한 파이게와 그의 채플린 아담 크라프트뿐만 아니라 그가 떠난 신앙의 확고한 적이었던 전 프란치스코회 수도사 아비뇽의 프랑수아 람베르의 도움을 받았다. 홈베르크 교회 질서에 명시된 람베르의 급진적 정책은 적어도 부분적으로는 포기되었지만, 수도원과 종교 재단은 해산되었고 그들의 재산은 자선 및 학술 목적으로 사용되었다. 마르부르크 대학교는 비텐베르크 대학교처럼 개신교 신학자들을 위한 학교가 되기 위해 1527년 여름에 설립되었다.
필립의 장인인 작센 공작 게오르크, 뷔르츠부르크 주교구의 주교 콘라트 2세 폰 퉁겐, 그리고 마인츠 대주교구의 대주교 마인츠의 알브레히트 3세는 종교 개혁의 확장에 반대하는 선동에 적극적이었다. 그들의 활동은 전쟁 소문을 포함한 다른 상황들과 함께 필립에게 로마 가톨릭 제후들 사이에 비밀 동맹이 존재한다는 확신을 주었다. 그의 의심은 작센의 게오르크에 의해 중요한 임무에 고용되었던 모험가 오토 폰 팩이 그에게 준 위조 문서에 의해 만족스럽게 확인되었다. 1528년 3월 9일 바이마르에서 작센 선제후 요한과 만난 후, 개신교 제후들이 그들의 영토를 침략과 점령으로부터 보호하기 위해 공세를 취해야 한다는 데 동의했다.
루터와 선제후의 재상 그레고르 브뤼크는 모두 음모의 존재를 확신했지만, 공세적인 행동에 강력히 반대했다. 슈파이어의 제국 당국은 이제 모든 평화 위반을 금지했고, 오랜 협상 끝에 필립은 뷔르츠부르크 주교구, 밤베르크 주교구, 마인츠 교구로부터 그의 무장을 위한 비용을 강탈하는 데 성공했으며, 후자 교구는 또한 신성 로마 황제나 기독교 공의회가 달리 결정할 때까지 헤센과 작센 영토에서 교회 관할권의 유효성을 인정해야 했다.
그럼에도 불구하고 정치적 상황은 필립에게 매우 불리했다. 그는 제국의 평화를 방해했다는 비난을 쉽게 받을 수 있었고, 1529년 봄 제2차 슈파이어 제국회의에서 그는 카를 5세 황제에게 공개적으로 무시당했다. 그럼에도 불구하고 그는 개신교 대표들을 통합하고 유명한 슈파이어 항의문을 준비하는 데 적극적으로 참여했다. 도시를 떠나기 전에 그는 1529년 4월 22일 작센, 헤센, 뉘른베르크, 스트라스부르, 울름 사이에 비밀 협정을 맺는 데 성공했다.

### 츠빙글리주의자로 의심받다
필립은 특히 성찬 문제에 대한 분열을 막는 데 열심이었다. 그를 통해 울리히 츠빙글리가 독일로 초대되었고, 필립은 유명한 마르부르크 회의를 위한 길을 닦았다. 비록 비텐베르크 신학자들의 태도가 조화로운 관계를 이루려는 그의 시도를 좌절시켰고, 브란덴부르크안스바흐 변경백 게오르크의 입장이 상황을 더욱 복잡하게 만들었지만, 그는 통일된 고백과 통일된 교회 질서를 요구했다. 필립은 마르틴 부처의 추종자들과 루터의 추종자들 사이의 성례전 이론의 차이가 정직한 불일치를 허용하며, 경전이 그 차이를 명확하게 해결할 수 없다고 주장했다.
그 결과 필립은 츠빙글리주의 경향이 있다는 의심을 받았다. 스위스에서 츠빙글리와, 스트라스부르에서 부처와 관련된 개혁가들에 대한 그의 동정심은 황제가 필립으로부터 전 프란치스코회 수도사 람베르가 작성한 개신교 교리 진술서를 받고 분노한 것과, 다가오는 투르크 전쟁에 대한 개신교 세력들의 공동 행동을 확보하지 못한 방백의 실패로 인해 더욱 심화되었다. 필립은 아드리아 해에서 덴마크까지 확장되어 신성 로마 황제가 독일로 넘어오는 것을 막는 거대한 개신교 동맹이라는 츠빙글리의 계획을 열렬히 수용했다. 이러한 연관성으로 인해 1530년 아우크스부르크 제국의회에서 루터의 추종자들과 그 사이에 다소 냉기가 흘렀는데, 특히 그가 온건한 정책을 멜란히톤에게 제안하고 모든 개신교도들이 종교적 차이는 오직 총공의회만이 결정해야 한다고 요구하며 함께 서야 한다고 촉구했을 때 그러했다. 이는 츠빙글리주의를 암시하는 것으로 여겨졌고, 필립은 곧 성찬 문제에 대한 자신의 정확한 입장을 설명해야 할 필요성을 느꼈고, 그 결과 그는 루터파와 완전히 동의하지만 스위스인들을 박해하는 것은 반대한다고 선언했다.
황제의 도착으로 이러한 논쟁은 당분간 종식되었다. 그러나 카를 5세가 개신교 대표들에게 그리스도의 성체 성혈 대축일 행렬에 참여하고 도시에서 개신교 설교를 중단할 것을 요구하자, 필립은 단호히 거부했다. 그는 이제 아우크스부르크 신앙고백의 제10조를 수정하기 위해 헛되이 노력했지만, 상독일인들의 입장이 공식적으로 거부되자 필립은 제국회의를 떠나 자신의 대표들에게 개신교 입장을 굳건히 지키고, 특별한 이해관계가 아닌 일반적인 이해관계를 항상 염두에 두도록 지시했다. 이때 그는 루터에게 자신의 영토에 피난처를 제공했으며, 정치적 문제에 대한 이해가 서로 공통의 공감대를 형성한 마르틴 부처와 긴밀한 관계를 맺기 시작했다. 더욱이 부처는 성찬 논쟁을 다루는 데 있어서 타협 조치의 중요성에 대해 방백과 전적으로 동의했다.

### 슈말칼덴 동맹의 지도자
1526년 슈파이어 제국회의에서 "cuius regio, eius religio"("영주의 영지, 영주의 종교")에 대한 독일 제후의 복음주의적 해석은 방백에게 전쟁 노력, 또는 적어도 방어 노력을 시작하기에 충분한 정치적 지지를 모을 권한을 부여했다. 이러한 노력은 고타 동맹, 토르가우 동맹, 그리고 마침내 슈말칼덴 동맹의 설립으로 이어졌다. 신성 로마 제국의 선제후이자 필립의 가장 강력한 동맹인 작센의 요한은 "보름스 칙령의 조항에 반대하기로" 동의했는데, 이 칙령은 마르틴 루터를 불법화하고 이단으로 처벌할 것을 요구했다. 슈말칼덴 동맹은 개신교 영토의 보호자 역할을 맡았으며, 그 구성원들은 1531년 슈말칼덴 동맹의 첫 번째 협정에서 공식적으로 인정되었다.
1531년에 필립은 오랜 기간 동안 노력했던 목적을 달성하는 데 성공했는데, 그것은 개신교 세력들이 슈말칼덴 동맹에 가입하도록 확보하여 황제의 간섭으로부터 그들의 종교적, 세속적 이익을 보호하는 것이었다. 방백과 그의 동맹자인 작센 선제후 요한은 이 독일 제후와 도시 연합의 인정받는 지도자가 되었다. 필립은 개신교의 대의가 국내외에서 합스부르크가 황제들의 권력을 약화시키는 데 달려 있다고 철저히 확신했다.
적대 행위에 나서기 전에 필립은 평화적인 수단을 통해 개신교 정책의 목표를 달성하려고 노력했다. 그는 몰수된 교회 재산에 대한 타협을 제안했지만, 동시에 그는 전쟁 가능성에 대비하여 지칠 줄 모르고 준비했으며, 반합스부르크적 이해관계를 가진 모든 세력과 외교 관계를 구축했다. 1532년 7월 25일 뉘른베르크에서 황제와 협상이 이루어지면서 평화적인 전환이 찾아왔지만, 이것이 필립이 미래의 투쟁을 준비하는 것을 막지는 못했다.
필립은 카를 5세와 뷔르템베르크 공국에 투자된 페르디난트 대공에 대항하는 동맹에 새로운 동맹국들을 끌어들이기 위해 끊임없이 노력했다. 1534년 5월 13일 라우펜 전투에서 페르디난트는 새로 얻은 영토를 잃었고, 필립은 개신교 독일에서 그 날의 영웅으로 인정받게 되었다. 그의 승리는 슈말칼덴 동맹의 승리로 간주되었다. 뷔르템베르크를 점령하기 위한 전쟁은 필립에게 50만 플로린 이상의 비용을 발생시켰는데, 이는 그의 캠페인 중 가장 비싼 것이었다. 필립의 전쟁에 대한 수많은 잠재적 투자자들과 협의한 후, 필립은 다음과 같은 자금을 조달했다.
"1543년 2월 콘라드 요함으로부터 21,000 플로린 – 1534년 4월 시민 정권으로부터 10,000 플로린 – 1534년 6월 24일 시민 정권으로부터 10,000 플로린 – 대병원으로부터 5,000 플로린"
이 금액은 제노아 은행, 교황의 예비금, 저지대 국가에서 징수된 보조금으로 지원되는 다민족 제국 군대를 막기에는 충분하지 않았다.
다음 해에 이 연합은 주로 필립의 영향력으로 유럽 정치에서 가장 중요한 요소 중 하나가 되었는데, 그는 개신교의 대의를 발전시킬 기회를 놓치지 않았다. 프랑스와 영국 모두 이 연합과의 동맹을 추구했다. 1535년 12월 23일 슈말칼덴 동맹 헌법에 따라 10년 동안 연장되었고, 대의를 위해 새로운 구성원들이 추가되었다. "우선 이 헌법은 방어와 격퇴 [공격]만을 목적으로 하며, 우리 자신과 우리의 신민들, 그리고 관련자들을 부당한 폭력으로부터 자유롭게 하는 것 외에는 다른 목적, 형식, 또는 의도가 없을 것이다. 이는 우리의 기독교 동맹 조약에서 정의된 바와 같이 기독교적, 정당하며 올바른 대의로 인해 우리가 공격받거나, 침략당하거나, 정복되거나, 어떤 다른 방식으로든 해를 입는 경우를 의미하며, 오직 이 대의만을 위하고 다른 것은 아니다."
한편, 개신교 파벌 간의 갈등은 상호 이익의 증진을 저해했고, 필립의 격려를 받은 부처는 개신교도들을 공통된 종교적 기반 위에 모으려는 시도에 몰두했으며, 그 결과는 비텐베르크 일치신조였다. 동맹의 정치적 목적에 대한 황제의 우려는 당분간 제쳐졌지만, 동시에 교황 대표가 포함될 공의회는 거부되었고 미래에 개신교의 대의를 영속시키기 위한 조치들이 취해졌다. 1538-39년 동안 로마 가톨릭교회와 개신교도들 간의 관계는 거의 파탄 직전까지 긴장되었고, 프랑크푸르트 휴전으로 인해 전쟁이 겨우 모면되었다. 그러나 개신교도들은 주로 필립의 극단적인 온순함과 유순함으로 인해 기회를 활용하는 데 실패했다.

### 중혼 결혼

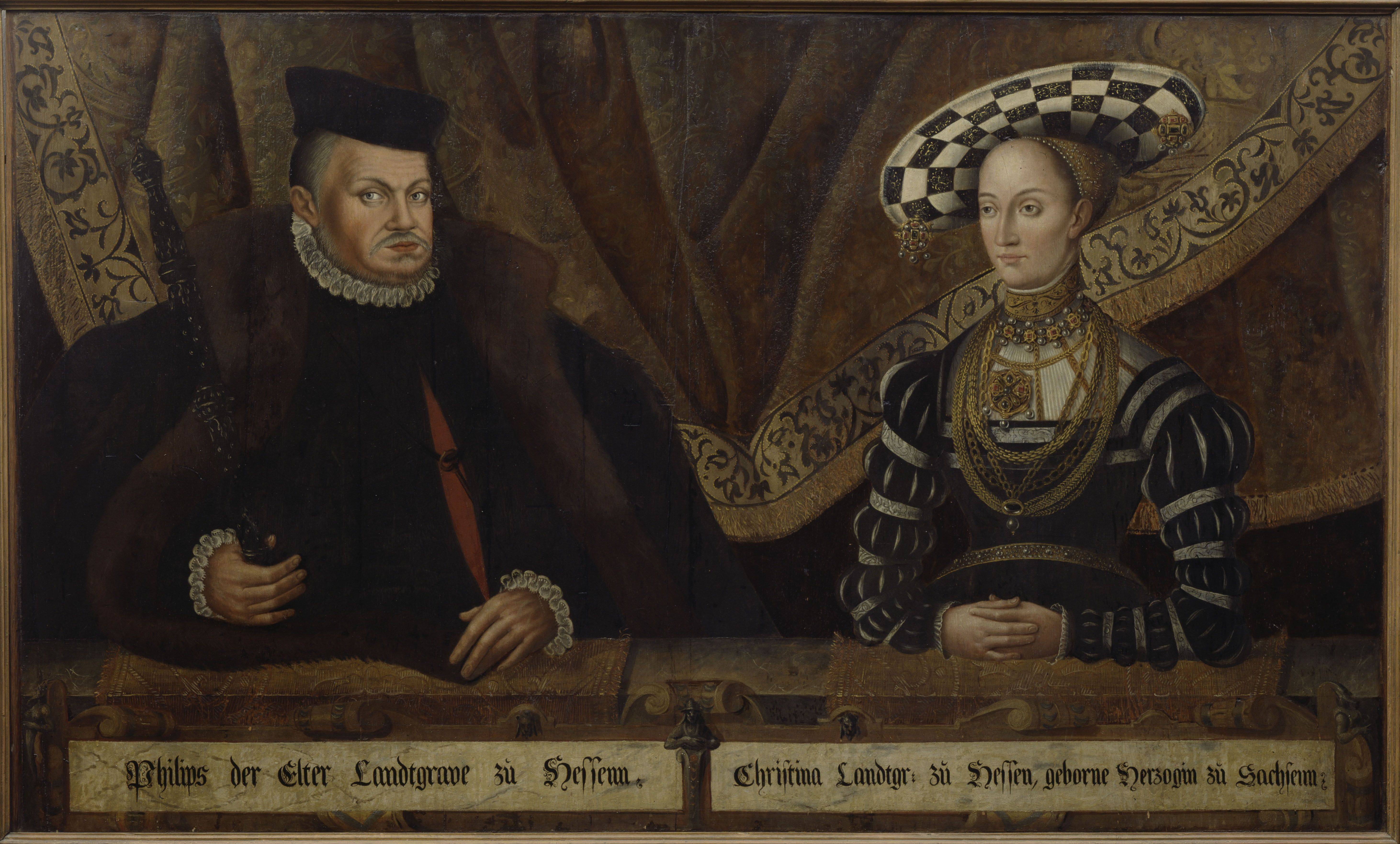
요스트 폰 호프가 그린 헤센의 필립과 작센의 크리스티네

1523년 작센의 크리스티네와 결혼한 지 몇 주 만에, 그녀 역시 지나친 음주가라고 알려져 있었는데, 필립은 간통을 저질렀고, 이미 1526년부터 복혼의 허용 여부를 고려하기 시작했다. 마르틴 루터에 따르면, 그는 "끊임없이 간통과 간음 상태에 있었다."
필립은 이에 대해 루터에게 의견을 물었고, 총대주교들의 복혼을 선례로 들었지만, 루터는 그리스도인이 총대주교들의 행위만을 고려하는 것으로는 충분하지 않으며, 오히려 그 역시 총대주교들처럼 특별한 신적 허락이 있어야 한다고 답했다. 이 경우 그러한 허락이 명백히 부족했으므로, 루터는 복혼에 반대했으며, 특히 그리스도인에게는 아내가 나병에 걸렸거나 다른 면에서 비정상적인 경우와 같은 극단적인 필요가 없는 한 더욱 그러하다고 조언했다. 이러한 만류에도 불구하고, 필립은 복혼을 추진하려는 계획이나 수년간 성찬을 받지 못하게 했던 그의 방탕한 삶을 포기하지 않았다.

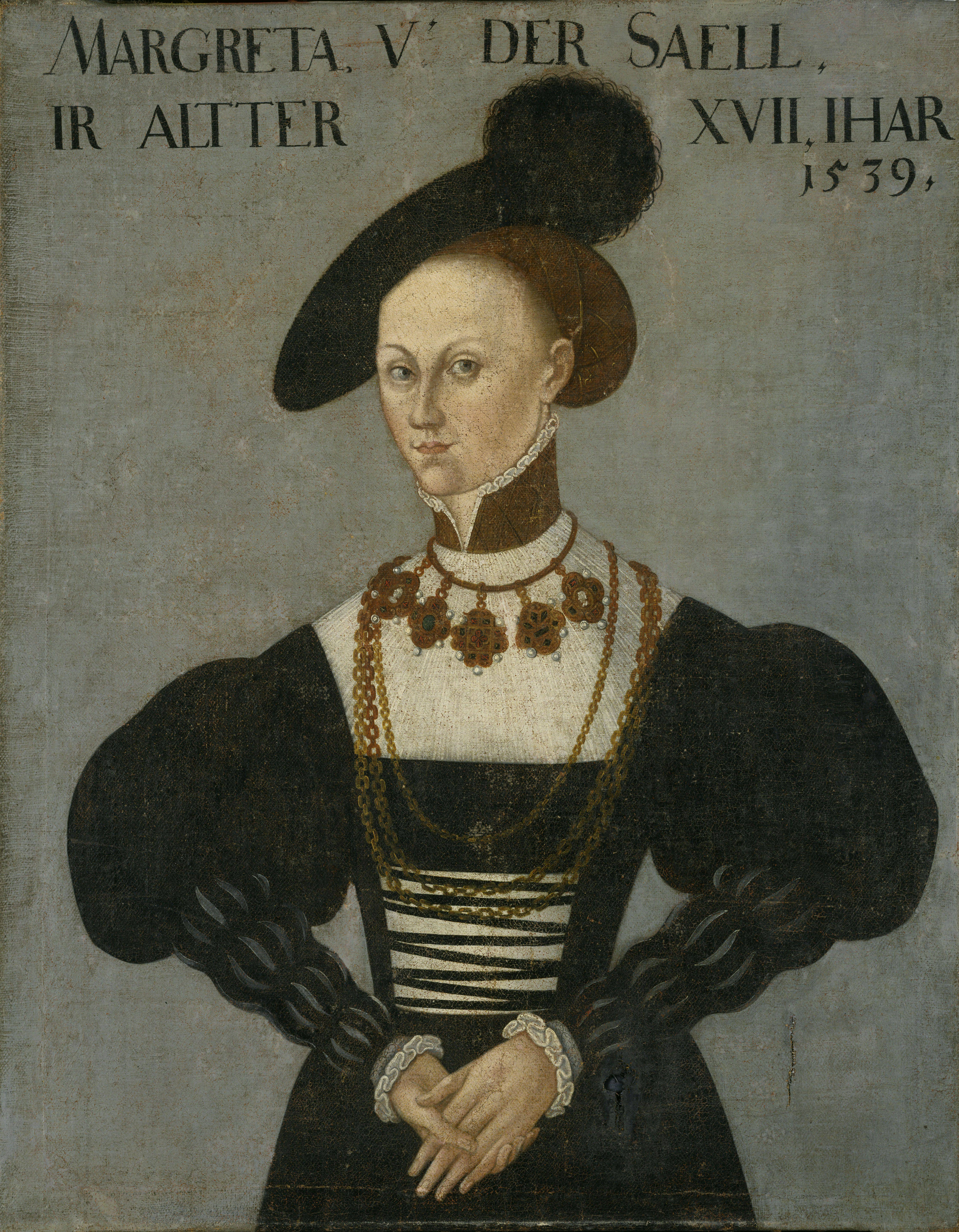
작자 미상의 그림을 복사한 마르가레테 폰 데어 잘레

필립은 헨리 8세의 경우에 대한 멜란히톤의 의견에 영향을 받았다. 멜란히톤은 왕의 어려움이 첫 번째 아내와 이혼하는 것보다 두 번째 아내를 얻는 것이 더 나은 방법으로 해결될 수 있다고 제안했다. 그의 입장을 강화하기 위해 루터 자신의 창세기 설교에 나온 발언들과, 신약성경에서 믿음의 모범으로 제시된 족장들의 경우에 신이 처벌하지 않은 것이 비기독교적일 수는 없다는 것을 만족스럽게 증명하는 역사적 선례들이 있었다. 그의 과도한 생활로 인한 질병 중에 두 번째 아내를 얻으려는 생각이 확고한 목표가 되었다.
그것은 그에게 troubled conscience에 대한 유일한 위로이자 그에게 열린 도덕적 향상의 유일한 희망인 듯했다. 그는 그리하여 그의 누이의 시녀 중 한 명의 딸인 마르가레테 폰 데어 잘레와 결혼하기로 제안했다. 방백은 이 문제에 대해 아무런 거리낌이 없었지만, 마르가레테는 신학자들의 승인과 작센 선제후 요한 프리드리히 1세와 작센 공작 작센 선제후 모리츠의 동의 없이는 결혼을 할 의향이 없었다. 필립은 그의 첫 번째 아내의 결혼 동의를 쉽게 얻어냈다. 정치적 주장에 강하게 영향을 받은 부처는 방백이 신학자들의 결혼 동의를 얻지 못하면 황제와 동맹을 맺을 것이라는 위협에 설득되었고, 비텐베르크 신학자들은 제후의 윤리적 필요성에 대한 호소에 따라 움직였다.
그리하여 "고해성사 비밀 조언"은 루터와 멜란히톤으로부터 얻어졌다(1539년 12월 10일). 그들 중 누구도 중혼할 아내가 이미 선택되었음을 몰랐다. 부처와 멜란히톤은 이제 아무 이유 없이 로텐부르크안데어풀다에 소환되었고, 그곳에서 1540년 3월 4일 필립과 마르가레테는 결혼했다. 이때는 개신교에 영향을 미치는 어떤 스캔들도 특히 불길한 시기였는데, 프랑크푸르트 휴전을 거부했던 황제가 독일에 침공하려 하고 있었기 때문이다. 그러나 몇 주 후, 필립의 누이 헤센의 엘리자베트 (1502년-1557년)에 의해 모든 문제가 드러났고, 이 스캔들은 독일 전역에서 고통스러운 반응을 일으켰다. 필립의 동맹국 중 일부는 그를 따르기를 거부했으며, 루터는 고해성사에서 주어진 조언이라는 이유로 결혼에 대한 자신의 역할을 인정하지 않았다.

### 황제에게 화해 제스처
이 사건은 독일 전체의 정치 상황에 영향을 미쳤다. 결혼 문제가 그의 주의를 끌고 있는 동안에도, 필립은 새로운 종교를 시행하고 합스부르크 왕가의 모든 적들을 결집시키기 위한 광범위한 계획을 수립하는 데 몰두했으며, 동시에 외교적 수단을 통해 종교적 타협에 도달하려는 희망을 포기하지 않았다. 그는 자신에게 쏟아지는 비난에 대해 쓰라려 했고, 자신이 제정한 간통법이 자신에게 적용될까 봐 두려워했다. 이러한 심리 상태에서 그는 이제 개신교 대의를 저버리지 않는 조건으로 황제와 화해하기로 결심했다. 그는 클레베 공국의 제국적 획득에 대한 중립을 준수하고 프랑스 동맹을 막는 대가로, 자신의 중혼에 대한 직접적인 언급 없이도 모든 반대와 제국법 위반에 대해 황제가 자신을 용서해 줄 것을 제안했다.
필립의 제안은 개신교의 대의에 해를 끼치는 어떤 일도 거부했지만, 황제는 이를 환영했다. 부처의 조언에 따라 방백은 이제 로마 가톨릭과 개신교 사이에 종교적 평화를 확립할 희망을 가지고 적극적인 조치를 취하기 시작했다. 황제의 호의를 확보한 그는 1541년 레겐스부르크 제국의회에 출두하는 데 동의했고, 그의 존재는 멜란히톤, 부처, 요한 피스토리우스 장로가 개신교 측을 대표한 레겐스부르크 종교 회의에서 사건이 진행되는 방향에 기여했다. 필립은 황제로부터 마르부르크에 대학을 설립할 허가를 얻는 데 성공했고, 사면의 대가로 개신교와 슈말칼덴 동맹을 제외한 모든 적들에 맞서 카를을 지지하기로 동의했다. 또한 프랑스, 영국 또는 클레베 공작과 동맹을 맺지 않기로 했으며, 이들 세력이 슈말칼덴 동맹에 가입하는 것을 막기로 했다.
황제는 그 대가로 모든 개신교도들에 대한 공동 전쟁이 있을 경우 그를 공격하지 않기로 동의했다. 이러한 특별 조건에 대한 합의는 개신교 당의 지도자로서 필립의 입지를 붕괴시켰다. 그는 의심의 대상이 되었고, 비록 동맹이 계속 유지되고 다음 해에 새로운 추종자들을 얻었지만, 그 실질적인 힘은 소멸되었다. 그러나 세속 제후 중 메클렌부르크 공작 알브레히트 7세와 브라운슈바이크뤼네부르크 공작 하인리히 5세만이 로마 가톨릭의 대의에 충실했고, 당시 연합된 행동이 개신교의 승리를 쉽게 가져올 수도 있었지만, 목적의 통일은 없었다. 작센 공작 모리츠와 브란덴부르크의 요아힘 2세는 슈말칼덴 동맹에 가입하지 않았고, 클레베는 제국 군대에 의해 성공적으로 침략당했으며, 메스 (프랑스)에서는 개신교가 엄격하게 탄압받았다.
1543년, 개신교 동맹의 내부 분열로 필립은 지도자직에서 물러나 해체할 것을 심각하게 고려하게 되었다. 그는 황제의 성실함을 전적으로 신뢰하며 프랑스와 튀르크에 맞서 황제를 돕기로 동의했다. 1544년 슈파이어 제국의회에서 그는 황제의 정책을 웅변으로 옹호했다. 아우크스부르크 주교는 그가 성령에 감동받았음에 틀림없다고 선언했고, 카를 5세 황제는 이제 그를 다음 투르크 전쟁의 총사령관으로 임명할 생각이었다.

### 카를에 대한 적대감 재개

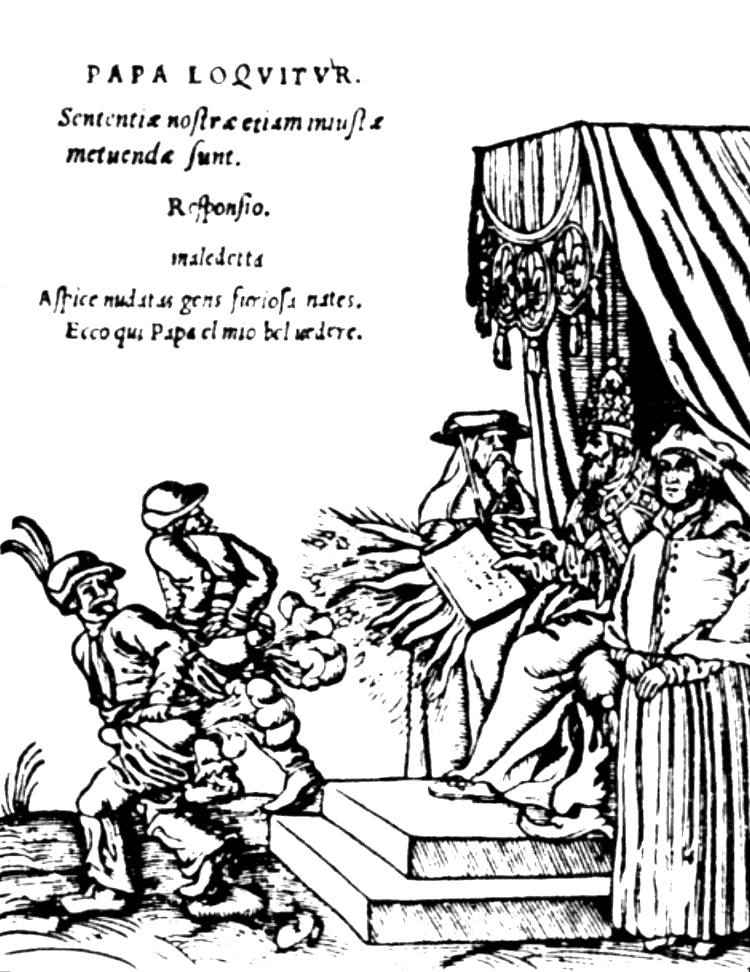
카를 5세가 패배한 적들(왼쪽에서 오른쪽으로): 쉴레이만 1세, 교황 클레멘스 7세, 프랑수아 1세 (프랑스), 윌리엄, 율리히-클레베스-베르크 공작, 작센 선제후 요한 프리드리히 1세, 헤센 방백 위에 군림하는 모습을 보여주는 알레고리 (16세기)

그러나 상황은 급변했고, 1544년 크레피 조약으로 인해 필립은 뒤늦게 다시 황제에 대한 반대편에 서게 되었다. 이 조약은 개신교를 위협하는 위험에 대한 그의 눈을 뜨게 했다. 그는 로마 가톨릭 공작 브라운슈바이크뤼네부르크 공작 하인리히 5세가 자신의 영토를 강제로 점령하는 것을 막았고, 오스트리아에 대항하는 독일 제후들과의 새로운 동맹을 계획했으나 실패했다. 이 동맹은 구성원들에게 예정된 트리엔트 공의회의 법령을 수용하지 않을 것을 약속했다. 이것이 실패하자 그는 개신교에 대항하는 잠재적 전쟁에서 바이에른주의 중립을 확보하려고 했고, 슈말칼덴 동맹을 대체할 새로운 개신교 동맹을 제안했다.
그러나 이 모든 시도는 작센 선제후 모리츠와 작센 선제후 요한 프리드리히 1세 사이의 질투로 인해 스위스 서약동맹과의 예상 연합처럼 성공하지 못했다. 이러한 계획의 성공을 두려워한 황제는 필립을 슈파이어에서 회담에 초대했다. 필립은 황제의 정책에 대한 비판을 솔직하게 말했고, 곧 평화가 유지될 수 없다는 것이 분명해졌다. 4개월 후(1546년 7월 20일) 황제의 금령이 요한 프리드리히와 필립에게 위증을 한 반역자라는 명목으로 선포되었다. 그 결과 슈말칼덴 전쟁이 발발했고, 그 결과는 개신교의 이익에 불리했다. 1547년 뮐베르크 전투에서의 패배와 선제후 요한 프리드리히의 포로는 슈말칼덴 동맹의 몰락을 알렸다.
절망에 빠진 필립은 한동안 황제와 협상 중이었는데, 그의 영토권이 침해되지 않고 자신이 투옥되지 않는다는 조건으로 황제의 자비에 몸을 맡기기로 동의했다. 그러나 이 조건은 무시되었고, 1547년 6월 23일 슈말칼덴 동맹의 두 지도자는 남부 독일로 끌려가 포로로 잡혔다.

### 필립의 투옥과 헤센의 임시조치

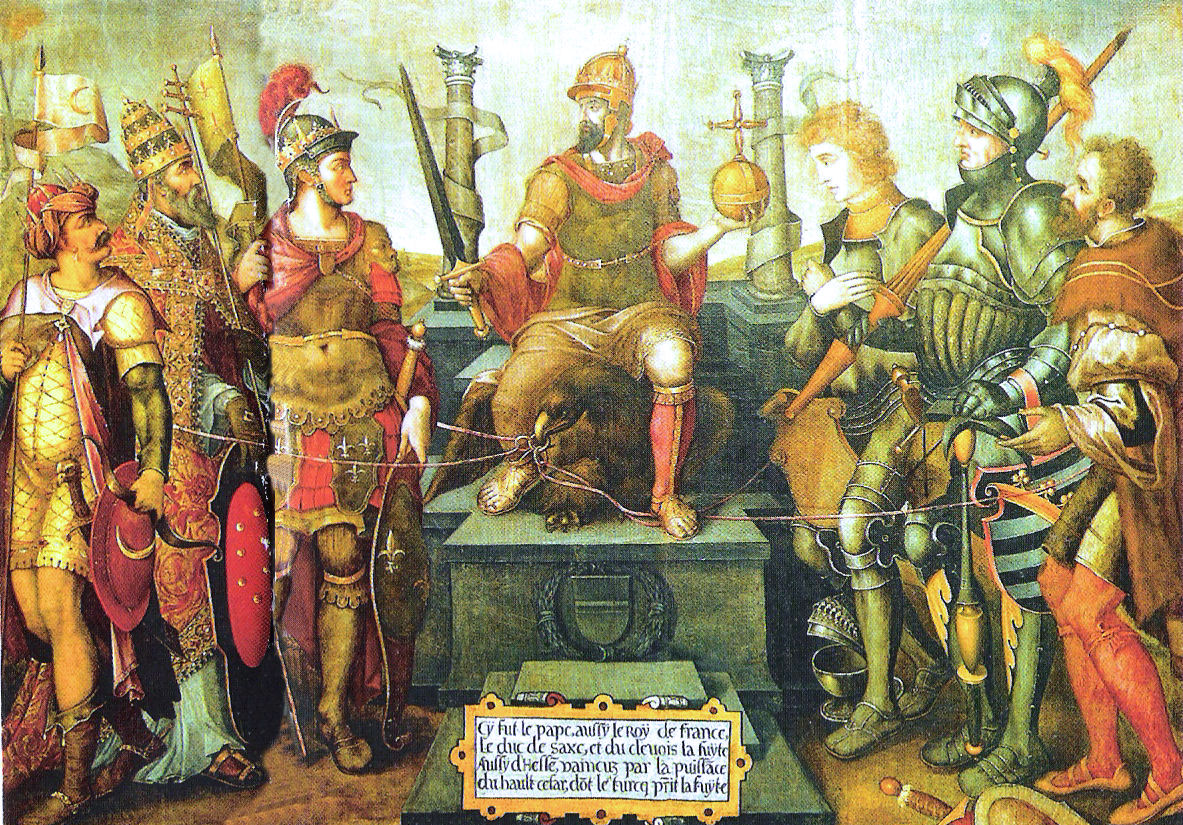
카를 5세 (중앙)가 패배한 적들 (쉴레이만 1세, 교황 클레멘스 7세, 프랑수아 1세 (프랑스), 율리히-클레베스-베르크 공작 빌헬름, 작센 선제후 요한 프리드리히 1세, 헤센 방백) 위에서 왕좌에 앉아있는 모습을 보여주는 알레고리

필립의 투옥은 헤센의 개신교도들에게 큰 시련과 어려움을 안겨주었다. 필립과 부처에 의해 이전에 신중하게 조직되었던 교회는 이제 공적 예배에서 통일성이 없고, 징계가 적용되지 않으며, 많은 경쟁적인 종파들이 존재했다. 결국 아우크스부르크 임시협정이 도입되어 가톨릭 관습과 용어를 승인했다.
필립 자신도 감옥에서 아우크스부르크 임시협정의 수용을 추진하기 위해 편지를 썼는데, 특히 그의 자유가 그것에 달려 있었기 때문이었다. 복음의 무제한적인 설교와 믿음에 의한 칭의라는 개신교 교리가 보장되는 한, 다른 문제들은 그에게 부차적인 중요성으로 보였다. 그는 로마 가톨릭 논쟁 문학을 읽었고, 미사에 참석했으며, 교부학 연구에 깊은 감명을 받았다. 그러나 헤센 성직자들은 임시협정의 도입에 용감하게 반대했고, 카셀 정부는 방백의 명령에 따르기를 거부했다. 한편, 그의 투옥은 헤센의 상황에 대한 정보를 받으면서 더욱 쓰라려졌고, 탈출 시도가 실패한 후에는 그의 감금 강도가 강화되었다. 1552년이 되어서야 파사우 평화 협정이 그에게 오랫동안 바라던 자유를 주었고, 그는 1552년 9월 12일에 자신의 수도인 카셀로 다시 들어갈 수 있었다.

### 말년
필립은 이제 자신의 영토 내에서 질서를 회복하는 데 적극적이었지만, 작센 선제후 모리츠와 뷔르템베르크의 크리스토프와 같은 새로운 지도자들이 부상했다. 필립은 더 이상 개신교 당의 지도자 역할을 맡기를 원하지 않았다. 그의 모든 에너지는 이제 개신교도와 로마 가톨릭교도 사이의 합의 기반을 찾는 데 집중되었다. 그의 지시에 따라 그의 신학자들은 로마 가톨릭과 개신교 대표들이 재결합을 위한 실질적인 기반을 찾기 위해 모인 다양한 회의에서 중요한 역할을 했다.
필립은 또한 루터 사후에 그의 추종자들과 멜란히톤의 제자들 사이에 발생한 내부 갈등으로 인해 크게 동요했다. 그는 칼뱅주의자들과 루터파 사이에 상호 관용의 필요성을 끊임없이 촉구했고, 마지막까지 위대한 개신교 연방의 희망을 간직했으며, 이를 위해 프랑스 개신교도들과 엘리자베스 1세와 우호적인 관계를 유지했다.
위그노들에게 재정적 지원이 제공되었고, 헤센 군대는 프랑스 종교 내전에서 그들과 나란히 싸웠으며, 이러한 정책은 1563년 3월 앙부아즈에서의 관용 선언에 기여했다. 그는 1566-67년의 위대한 의제를 통해 헤센 교회에 영구적인 형태를 부여했으며, 1562년의 유언장에서 아들들에게 아우크스부르크 신앙고백과 비텐베르크 협약을 유지하고, 동시에 기회와 상황이 허락한다면 로마 가톨릭교도와 개신교도들의 재결합을 위해 노력할 것을 촉구했다. 필립은 1567년에 사망하여 카셀에 안장되었다.

## 결혼과 자녀
필립은 1523년 12월 11일 드레스덴에서 작센의 크리스티네 (작센 공작 작센 공작 게오르크의 딸)와 결혼하여 10명의 자녀를 두었다.
1. 아그네스 폰 헤센 (1527년 5월 31일 – 1555년 11월 4일), 결혼:
  1. 1541년 1월 9일 마르부르크에서 작센 선제후 작센 선제후 모리츠와;
  2. 1555년 5월 26일 바이마르에서 작센 공작 작센 공작 요한 프리드리히 2세와.
2. 안나 폰 헤센 (1529년 10월 26일 – 1591년 7월 10일), 1544년 2월 24일 궁정백 츠바이브뤼켄 궁정백 볼프강과 결혼.
3. 헤센카셀 방백 빌헬름 4세 (또는 헤센카셀) (1532년 6월 24일 – 1592년 8월 25일).
4. 필립 루이 (1534년 6월 29일 – 1535년 8월 31일).
5. 바르바라 폰 헤센 (1536년 4월 8일 – 1597년 6월 8일), 결혼:
  1. 1555년 9월 10일 라이헨바일러에서 뷔르템베르크 공작 게오르크 1세와;
  2. 1568년 11월 11일 카셀에서 발데크 백작 다니엘 폰 발데크와.
6. 헤센마르부르크 방백 루트비히 4세 (1537년 5월 27일 – 1604년 10월 9일).
7. 팔츠 선제후비 엘리자베트 폰 헤센 (1539년 2월 13일 – 1582년 3월 14일), 1560년 7월 8일 팔츠 선제후 루트비히 6세와 결혼.
8. 헤센라인펠스 방백 필립 2세 (1541년 4월 22일 – 1583년 11월 20일).
9. 크리스티네 폰 헤센 (1543년 6월 29일 – 1604년 5월 13일), 1564년 12월 17일 고토르프에서 홀슈타인고토르프 공작 홀슈타인고토르프의 아돌프와 결혼.
10. 헤센다름슈타트 방백 게오르크 1세 (1547년 9월 10일 – 1596년 2월 7일).

또한, 그는 1540년 3월 4일 크리스티네 폰 작센과 결혼한 상태에서 귀천상혼으로 마르가레테 폰 데어 잘레와 결혼했다. 마르가레테와는 다음과 같은 자녀를 두었다.
1. 디츠 백작 필립 (1541년 3월 12일 – 1569년 6월 10일).
2. 디츠 백작 헤르만 (1542년 2월 12일 – 1568년경).
3. 디츠 백작 크리스토프 에른스트 (1543년 7월 16일 – 1603년 4월 20일).
4. 마르가리타 폰 디츠, 디츠 백작부인 (1544년 10월 14일 – 1608년), 결혼:
  1. 1567년 10월 3일 카셀에서 에베르슈타인 백작 한스 베른하르트 폰 에베르슈타인과;
  2. 1577년 8월 10일 프라우엔베르크에서 에베르슈타인 백작 슈테판 하인리히 폰 에베르슈타인과.
5. 디츠 백작 알브레히트 (1546년 3월 10일 – 1569년 10월 3일).
6. 디츠 백작 필립 콘라트 (1547년 9월 29일 – 1569년 5월 25일).
7. 디츠 백작 모리츠 (1553년 6월 8일 – 1575년 1월 23일).
8. 디츠 백작 에른스트 (1554년 8월 12일 – 1570년).
9. 디츠 백작부인 안나 (1557년 – 1558년 1월 2/5일).

그의 사망 시, 그의 영토는 그의 첫 번째 아내 소생의 네 아들, 즉 헤센카셀 방백 빌헬름 4세, 헤센마르부르크 방백 루트비히 4세, 헤센라인펠스 방백 필립 2세, 헤센다름슈타트 방백 게오르크 1세 사이에 헤센이 헤센카셀, 헤센마르부르크, 헤센라인펠스, 그리고 헤센다름슈타트로 분할되었다.

## 선조
|  |                                                   |  |  |  |  |  |  |  |  |  |  |  |  |  |  |  |
|  | 8. 헤센 방백 루트비히 1세                         |  |  |  |  |  |  |  |  |  |  |  |  |  |  |  |
|  |                                                   |  |  |  |  |  |  |  |  |  |  |  |  |  |  |  |
|  |                                                   |  |  |  |  |  |  |  |  |  |  |  |  |  |  |  |
|  | 4. 헤센 방백 루트비히 2세                         |  |  |  |  |  |  |  |  |  |  |  |  |  |  |  |
|  |                                                   |  |  |  |  |  |  |  |  |  |  |  |  |  |  |  |
|  |                                                   |  |  |  |  |  |  |  |  |  |  |  |  |  |  |  |
|  | 9. 헤센 방백부인 작센의 안나                      |  |  |  |  |  |  |  |  |  |  |  |  |  |  |  |
|  |                                                   |  |  |  |  |  |  |  |  |  |  |  |  |  |  |  |
|  |                                                   |  |  |  |  |  |  |  |  |  |  |  |  |  |  |  |
|  | 2. 헤센 방백 빌헬름 2세                           |  |  |  |  |  |  |  |  |  |  |  |  |  |  |  |
|  |                                                   |  |  |  |  |  |  |  |  |  |  |  |  |  |  |  |
|  |                                                   |  |  |  |  |  |  |  |  |  |  |  |  |  |  |  |
|  | 10. 뷔르템베르크우라흐 백작 루트비히 1세          |  |  |  |  |  |  |  |  |  |  |  |  |  |  |  |
|  |                                                   |  |  |  |  |  |  |  |  |  |  |  |  |  |  |  |
|  |                                                   |  |  |  |  |  |  |  |  |  |  |  |  |  |  |  |
|  | 5. 뷔르템베르크우라흐의 마틸데                    |  |  |  |  |  |  |  |  |  |  |  |  |  |  |  |
|  |                                                   |  |  |  |  |  |  |  |  |  |  |  |  |  |  |  |
|  |                                                   |  |  |  |  |  |  |  |  |  |  |  |  |  |  |  |
|  | 11. 팔츠의 메히틸트                               |  |  |  |  |  |  |  |  |  |  |  |  |  |  |  |
|  |                                                   |  |  |  |  |  |  |  |  |  |  |  |  |  |  |  |
|  |                                                   |  |  |  |  |  |  |  |  |  |  |  |  |  |  |  |
|  | 1. 헤센 방백 필립 1세                             |  |  |  |  |  |  |  |  |  |  |  |  |  |  |  |
|  |                                                   |  |  |  |  |  |  |  |  |  |  |  |  |  |  |  |
|  |                                                   |  |  |  |  |  |  |  |  |  |  |  |  |  |  |  |
|  | 12. 메클렌부르크 공작 하인리히 4세                |  |  |  |  |  |  |  |  |  |  |  |  |  |  |  |
|  |                                                   |  |  |  |  |  |  |  |  |  |  |  |  |  |  |  |
|  |                                                   |  |  |  |  |  |  |  |  |  |  |  |  |  |  |  |
|  | 6. 메클렌부르크슈베린 공작 마그누스 2세           |  |  |  |  |  |  |  |  |  |  |  |  |  |  |  |
|  |                                                   |  |  |  |  |  |  |  |  |  |  |  |  |  |  |  |
|  |                                                   |  |  |  |  |  |  |  |  |  |  |  |  |  |  |  |
|  | 13. 메클렌부르크 공작부인 브란덴부르크의 도로테아 |  |  |  |  |  |  |  |  |  |  |  |  |  |  |  |
|  |                                                   |  |  |  |  |  |  |  |  |  |  |  |  |  |  |  |
|  |                                                   |  |  |  |  |  |  |  |  |  |  |  |  |  |  |  |
|  | 3. 메클렌부르크슈베린의 안나                      |  |  |  |  |  |  |  |  |  |  |  |  |  |  |  |
|  |                                                   |  |  |  |  |  |  |  |  |  |  |  |  |  |  |  |
|  |                                                   |  |  |  |  |  |  |  |  |  |  |  |  |  |  |  |
|  | 14. 포메른 공작 에리히 2세                        |  |  |  |  |  |  |  |  |  |  |  |  |  |  |  |
|  |                                                   |  |  |  |  |  |  |  |  |  |  |  |  |  |  |  |
|  |                                                   |  |  |  |  |  |  |  |  |  |  |  |  |  |  |  |
|  | 7. 메클렌부르크 공작부인 포메른볼가스트의 조피    |  |  |  |  |  |  |  |  |  |  |  |  |  |  |  |
|  |                                                   |  |  |  |  |  |  |  |  |  |  |  |  |  |  |  |
|  |                                                   |  |  |  |  |  |  |  |  |  |  |  |  |  |  |  |
|  | 15. 포메른슈톨프의 소피아                         |  |  |  |  |  |  |  |  |  |  |  |  |  |  |  |
|  |                                                   |  |  |  |  |  |  |  |  |  |  |  |  |  |  |  |
|  |                                                   |  |  |  |  |  |  |  |  |  |  |  |  |  |  |  |